# 綠磨坊雞尾酒廊
綠磨坊雞尾酒廊（英語：Green Mill Cocktail Lounge），或名綠磨坊爵士樂俱樂部（Green Mill Jazz Club），是美國芝加哥上城的百老匯娛樂場所。它以爵士樂和詩歌表演，以及與芝加哥黑幫歷史的聯繫而聞名。

## 歷史
該店最初名為「Pop Morse's Roadhouse」，於1907年開業。這間酒吧是由房地產開發商兼酒館老闆Tom Chamales購買的，並於1910年更名為「綠磨坊花園」（Green Mill Gardens），向著名的巴黎紅磨坊（Red Mill）致敬。早年，它是位於附近的Essanay Studios電影演員們的受歡迎聚會場所。
在禁酒令時期，艾爾·卡彭的芝加哥犯罪集團成員傑克·麥格恩成為了該店的部分老闆。歌手兼喜劇演員喬·E·劉易斯拒絕在綠磨坊表演後，於1927年遭到麥格恩的手下襲擊。劉易斯的喉嚨被割傷了，但他倖存下來。該事件啟發了1957年的電影《The Joker Is Wild》。
艾爾·卡彭最喜歡的座位在酒吧盡頭以西。卡彭和他的手下會坐在這裡，因為可以清晰地看到該場所的正門和後門。酒吧的盡頭後面仍然有一個通往隧道的入口小門，該隧道在街道下方通向相鄰的建築物。這就是卡彭逗留在綠磨坊時能夠避開當局的方法。

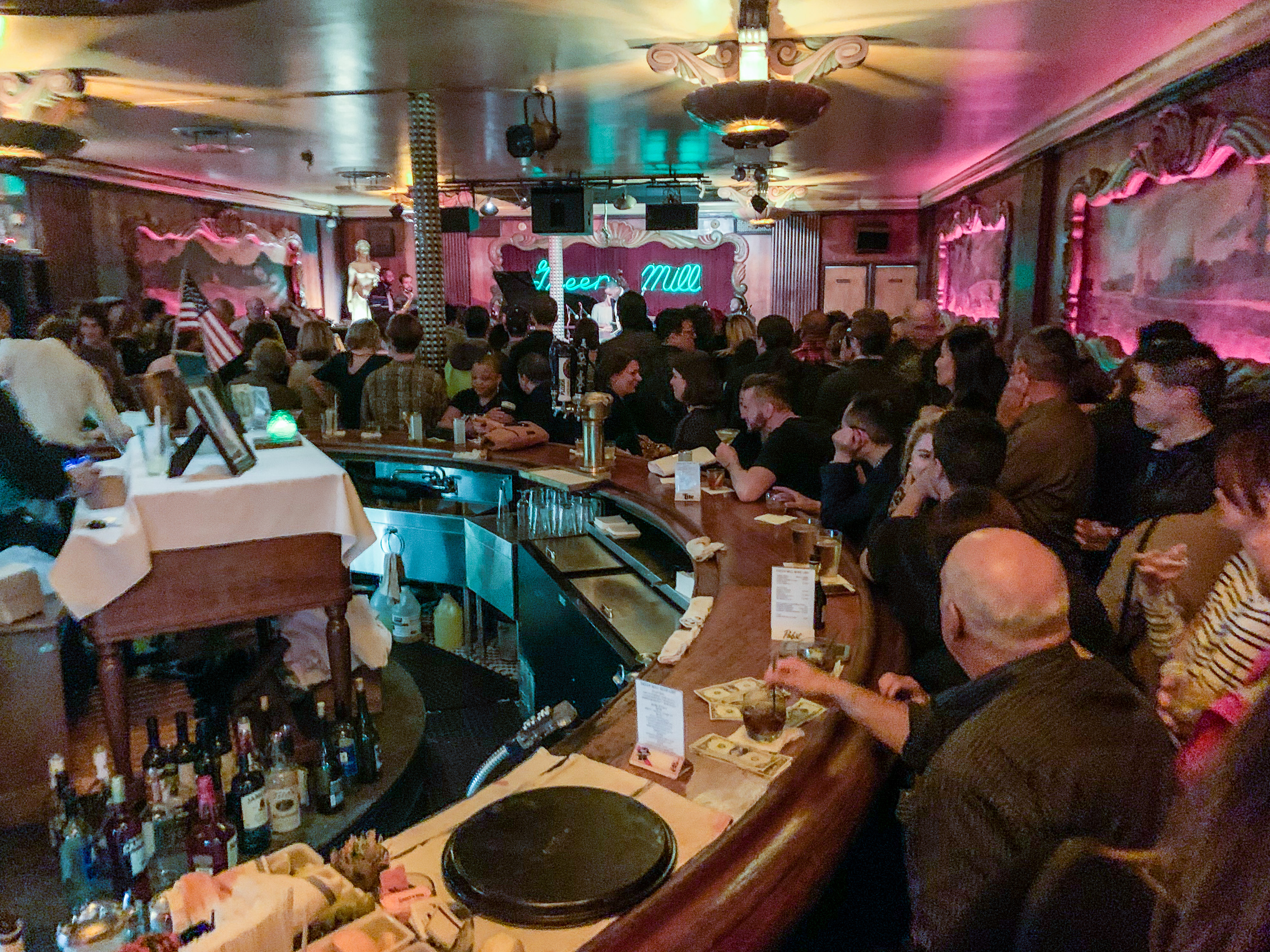
綠磨坊的熱鬧星期六晚上。左邊是吧台後方的一張小桌子，正在紀念艾爾·卡彭。

禁酒令結束後，綠磨坊成為了一個非常有聲譽的場所，吸引了許多流行的爵士樂表演，包括比莉·荷莉戴和艾爾·喬遜，以及像德克薩斯·貴南這樣的歌舞廳偶像。
第二次世界大戰後，生意開始陷入困境。Batsis兄弟在1940年買下了綠磨坊，然後在1960年把它賣給了Steve Brend，Brend在小時候曾為傑克·麥格恩工作過，而且因為他的熱情好客和善於講故事，所以被稱為「上城市長」（Mayor of Uptown）。在這段期間，綠磨坊從一個夜生活中心變成了一個白天喝酒和吸毒的地方，但在1986年被一個南方人兼Deja Vu酒吧老闆的Dave Jemilo買下來並恢復生氣。
綠磨坊也成了周日晚上的上城詩歌朗誦賽的舉辦地方，以及是全國舉辦時間最長的詩歌朗誦賽活動。
最近，綠磨坊的表演者們從爵士樂四重奏至搖擺樂團，他們經常演出時場場爆滿。在比較安靜的表演時，職員會要求觀眾把手機收起來，不要大聲說話。吧台後面放了一張小桌子，紀念著艾爾·卡彭。

## 流行文化
多年來，綠磨坊在許多的電影裡出現過，例如《Thief》（1981年）、《Next of Kin》（1989年）、《V.I. Warshawski》（1991年）、《Prelude to a Kiss》（1992年）、《Folks!》（1992年）、《A Family Thing》（1996年）、《Soul Food》（1997年）、《失戀排行榜》（2000年）、《Chicago Overcoat》（2009年）和《The Dilemma》（2011年）。
《星艦奇航記：重返地球》的一集「Course: Oblivion」中，角色Tom Paris提及綠磨坊是一間「真正的地下酒吧」。

## 外部連結
- Official website （页面存档备份，存于）